# Henry Frick (Politiker)
Henry Frick (* 17. März 1795 in Northumberland, Northumberland County, Pennsylvania; † 1. März 1844 in Washington, D.C.) war ein US-amerikanischer Politiker. In den Jahren 1843 und 1844 vertrat er den Bundesstaat Pennsylvania im US-Repräsentantenhaus.

## Werdegang
Henry Frick besuchte die öffentlichen Schulen seiner Heimat und absolvierte danach in Philadelphia eine Lehre im Druckerhandwerk. Er nahm auch am Britisch-Amerikanischen Krieg von 1812 teil. Seit 1816 lebte er in Milton, wo er die Zeitung Miltonian gründete, für die er über 20 Jahre lang tätig war. Gleichzeitig schlug er auch eine politische Laufbahn ein. Zwischen 1828 und 1831 saß er als Abgeordneter im Repräsentantenhaus von Pennsylvania. Später wurde er Mitglied der in den 1830er Jahren gegründeten Whig Party.
Bei den Kongresswahlen des Jahres 1842 wurde Frick im 13. Wahlbezirk von Pennsylvania in das US-Repräsentantenhaus in Washington gewählt, wo er am 3. März 1843 die Nachfolge von Amos Gustine antrat. Dieses Mandat im Kongress konnte er bis zu seinem Tod am 1. März 1844 ausüben. Diese Zeit war von den Spannungen zwischen Präsident John Tyler und den Whigs geprägt. Außerdem wurde damals bereits über eine mögliche Annexion der seit 1836 von Mexiko unabhängigen Republik Texas diskutiert.